# Бычок-ширман
Бычок-ширман (лат. Ponticola syrman) — вид лучепёрых рыб из семейства бычковых.

## Описание
Длина тела до 21,2 см, обычно до 16—18 см. Масса до 120 г, обычно 90—100 г. Продолжительность жизни до 4—5 лет. Тело удлиненное, невысокое, несколько уплощенное с стороны. Голова вальковатая, её высота немного больше ширины. Рот большой, несколько скошенный, с выступающей вперёд нижней челюстью. Рыло тупое, верхняя губа длинная, тонкая. Уголки рта под передней частью зрачка глаза. Брюшной диск не достигает анального отверстия. Первый спинной плавник в задней верхней части закруглен, второй самый высокий в средней части. У взрослых плавательный  пузырь отсутствует. Общий фон окраски от бледно серого до желтовато-коричневатого. На боках крупные серовато-коричневатые или буровато пятна, расположенные зигзаговидно. Первый спинной плавник по верхнему краю светлый, с более или менее выраженной продольной тёмной полосой.

## Ареал
Распространение вида: Чёрное, Азовское, Каспийское моря, интродуцирован в Аральское море.
Обитает в прибрежной зоне Чёрного моря на участках с невысокой солёностью или с заметным опреснением воды, преимущественно в северо-западной части, где встречается от Дуная до Тендровского залива, а также в лиманах (Днестровском, Березанскому, Днепровско-Бугском и др.), в приустьевых участках и низовьях рек Дуная, Днестра, Южного Буга, Днепра), отмечен у берегов Крыма (Карадаг, Керчь и др.), а также по всей акватории Азовского моря, где известен как из лиманов, так и с низовьев рек.

## Биология
Солоноватоводная, частично пресноводная, донная жилая рыба прибрежных участков моря, лиманов и низовья рек, которая достаточно устойчива к дефициту кислорода в воде и колебаниям её температуры и встречается преимущественно на участках с соленостью воды. Предпочитает места с ракушечным, песчаным или илистым грунтом, с которыми связано скопления основной пищи рыб — моллюсков. Держится на глубинах до 10—12 м. Весной подходит к берегу. После нереста откочевывает на нагул, позже и на зимовку, на большие глубины. Половой зрелости достигает при длине тела около 7 см и массе 6 г, обычно в возрасте двух лет, изредка в конце первого года жизни. Размножение с апреля по июнь. Нерест порционный, проходит при температуре воды 10—21 °С в прибрежных участках с песчано-илистым грунтом и россыпями ракушек и камней. Личинки выходят из икры через 15 суток после её оплодотворения. Молодь питается планктоном с постепенным переходом на потребление мелких моллюсков, ракообразных, личинок насекомых. Крупные особи питаются крупной добычей, преимущественно моллюсками и мелкими рыбами.